# Keep Your Heart
Keep Your Heart is het debuutalbum van de Amerikaanse punkband The Loved Ones. Het album werd uitgegeven op 21 februari 2006 via Fat Wreck Chords en was daarmee de eerste uitgave van de band via dit label. Het album werd in 2016 door hetzelfde heruitgegeven ter ere van het 10-jarige bestaan van dit album.
Het album bevat dertien nummers waarvan er al drie eerder zijn verschenen: "100K" van de ep The Loved Ones en "Jane" en "Arsenic" van een demo uit 2004. Het nummer "Benson and Hedges" is een cover van The Curse, een band waar zanger en gitarist Dave Hause bij speelde voordat hij The Loved Ones oprichtte.

## Nummers
1. "Suture Self" - 2:37
2. "Breathe In" - 2:32
3. "Jane" - 2:55
4. "Over 50 Club" - 1:13
5. "Please Be Here" - 2:28
6. "Hurry Up and Wait" - 2:28
7. "Sickening" - 3:33
8. "Living Will (Get You Dead)" - 2:06
9. "The Odds" - 2:47
10. "Benson and Hedges" - 2:10
11. "Arsenic" - 2:58
12. "100K" - 2:44
13. "Player Hater Anthem" - 3:32

## Band
- Dave Hause - zang, gitaar
- Michael Cotterman - basgitaar
- Mike Sneeringer - drums